# Taccuino

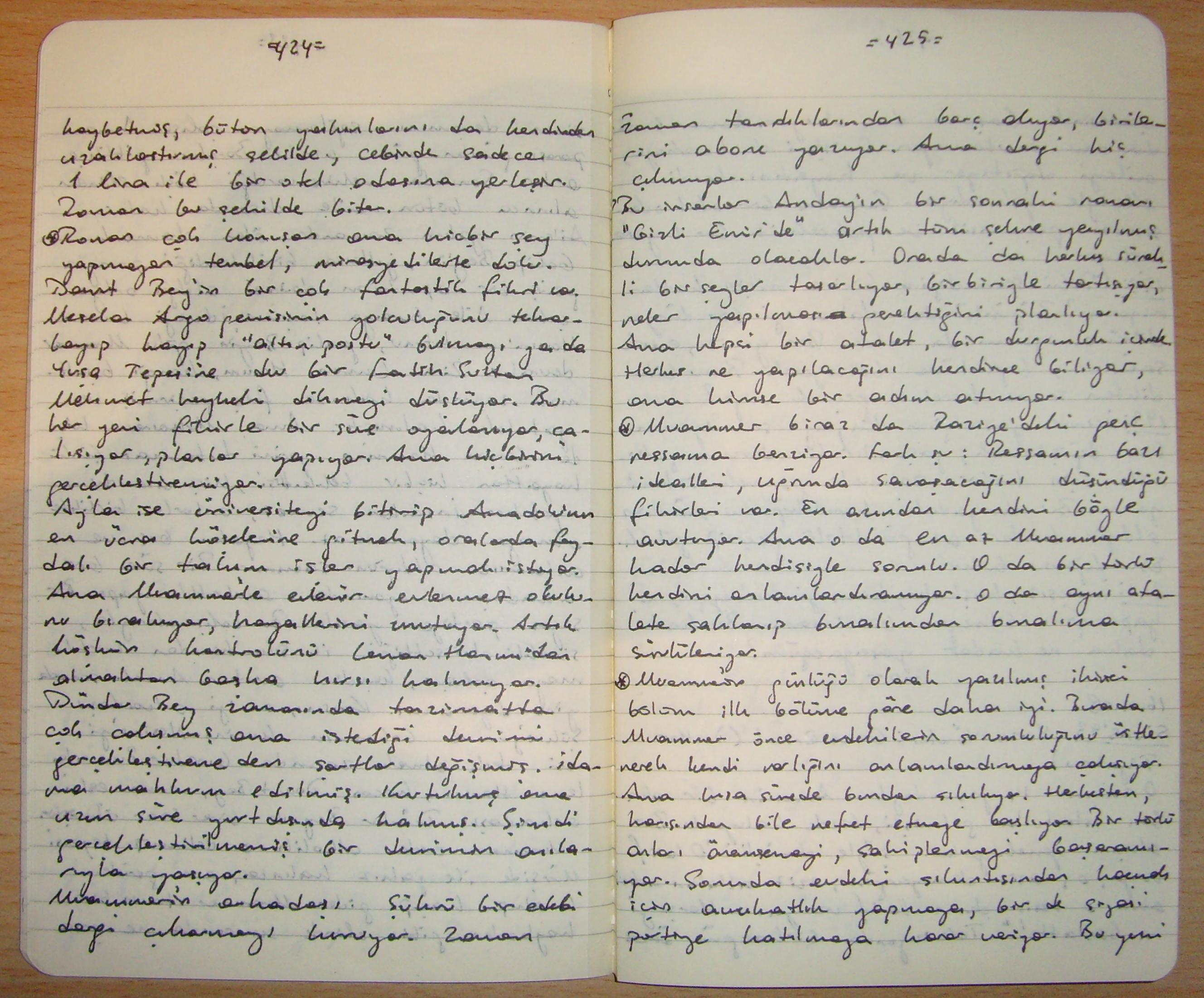
Un taccuino Moleskine usato per appunti

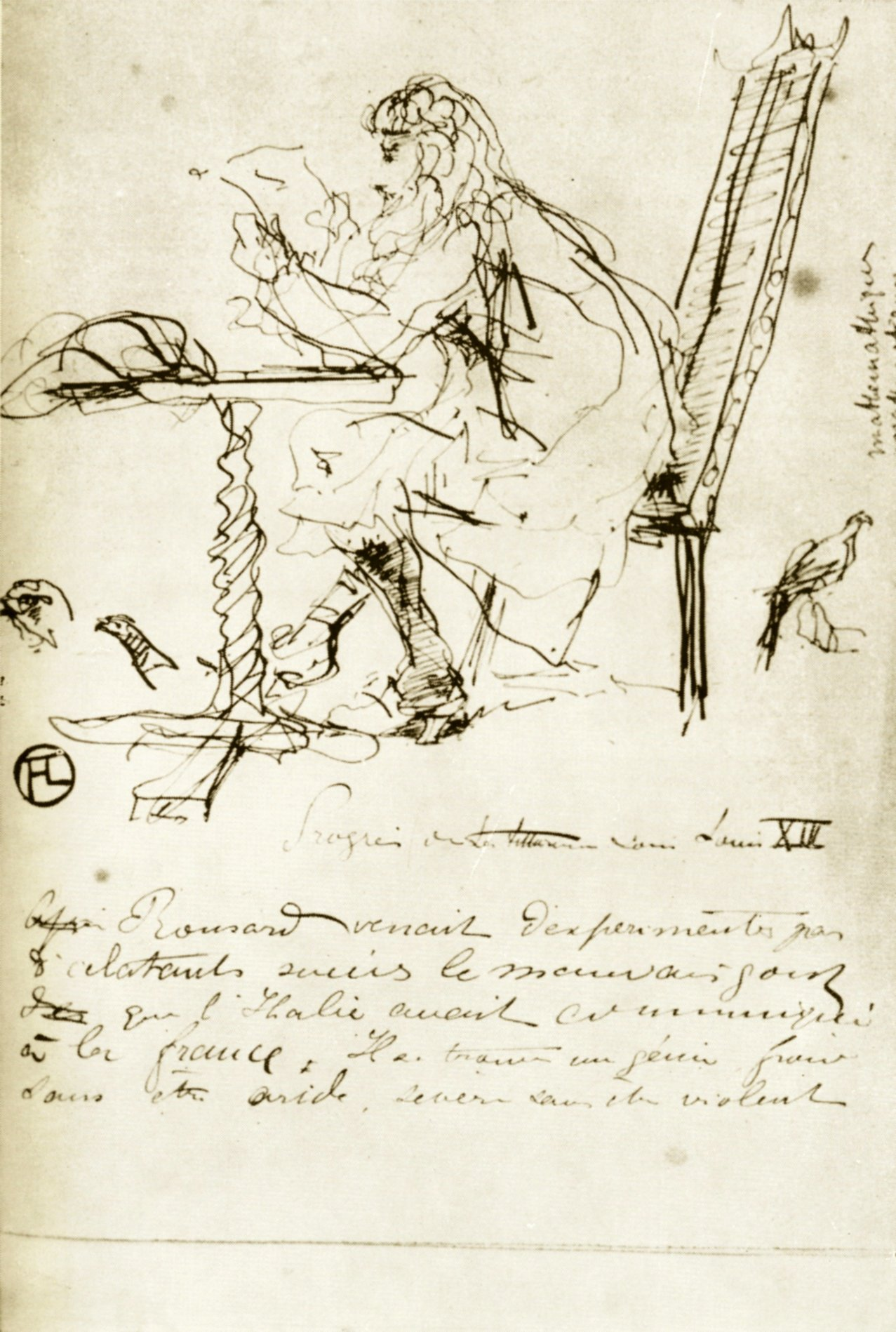
Taccuino di schizzi di Toulouse-Lautrec

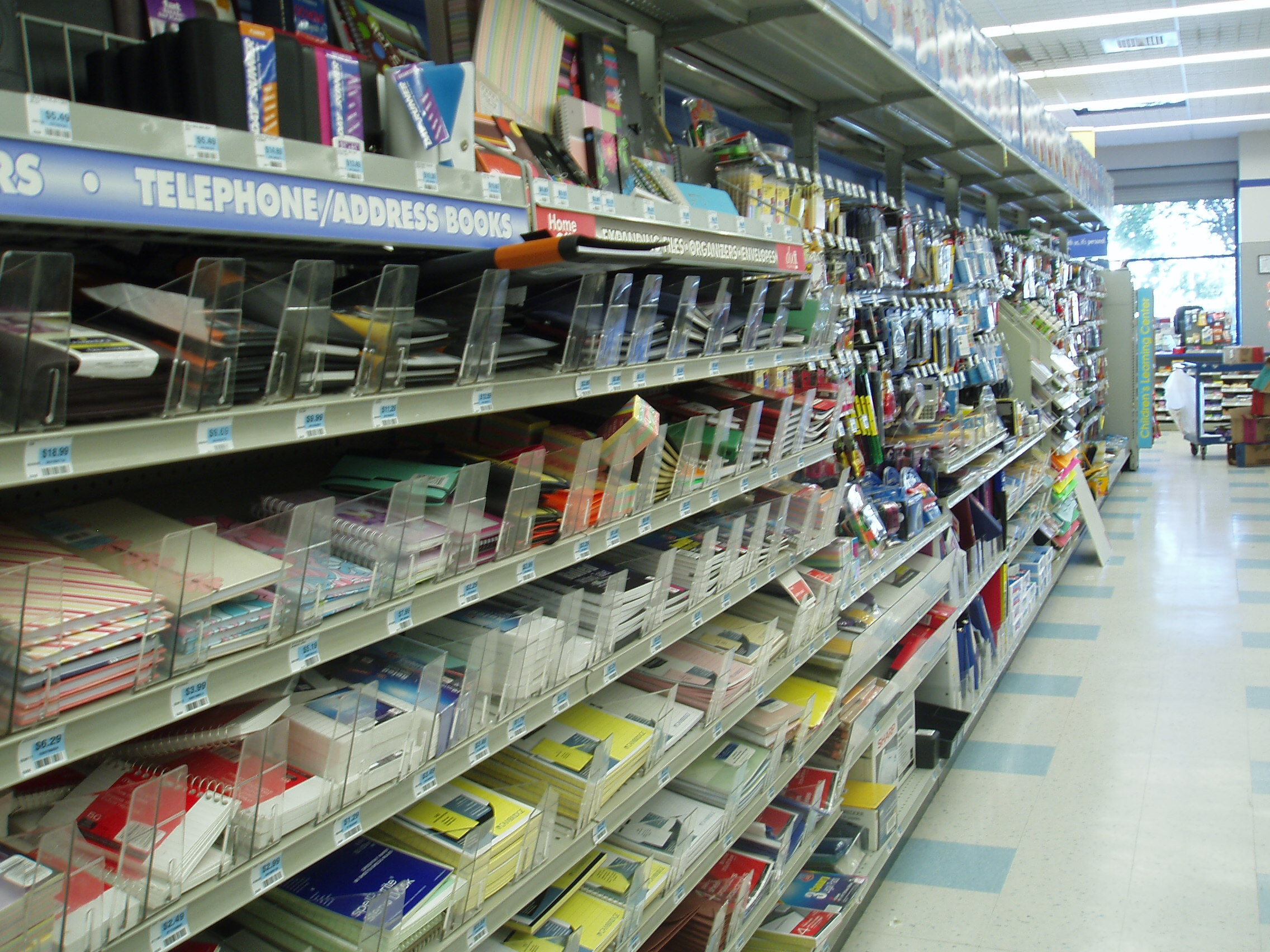
Taccuini in vendita in un supermercato

Il taccuino, chiamato anche quaderno o blocco note (analogamente usate le grafie bloc-notes, bloc notes, block-notes o block notes), è un piccolo libro con fogli di carta, spesso bianchi o rigati, comunemente utilizzato per appunti o disegni.

## Etimologia
Il termine taccuino deriva dall'arabo taquîm, con il significato di «disposizione ordinata», ed era anticamente utilizzato per definire un calendario o un almanacco.
Quaderno, invece, deriva dal numerale distributivo latino quaterni ed è da mettere in relazione all'uso di dividere in quattro i fogli per la preparazione dei manoscritti.

## Storia
Durante il XIV e il XV secolo i taccuini venivano spesso realizzati a mano in casa unendo fogli in raccolte che venivano rilegate in un secondo momento. Le pagine erano bianche e successivamente si dovevano tracciare linee rigate sul foglio. Creare dei taccuini era una tecnica di gestione delle informazioni così importante che i bambini la imparavano a scuola.
Nel 1770 John Tetlow ha ricevuto un brevetto per una macchina per disegnare linee. Questa invenzione produceva righe su carta in modo automatico, senza bisogno di disegnarle a mano una a una.
Il più antico diario tascabile conosciuto risale al viaggio di Lewis e Clark verso ovest nel 1804. Thomas Jefferson aveva finalizzato l'acquisto della Louisiana e chiese agli esploratori di prendere appunti sui nuovi territori.
Nel 1860 circa il taccuino ha debuttato in Francia e Germania. Il motivo in marmo con cui alcuni taccuini venivano decorati fu ispirato dalle tecniche di stampa trovate nell'antica Cina e in Giappone.
Secondo una leggenda, Thomas W. Holley di Holyoke (Massachusetts), inventò il blocco legale intorno all'anno 1888 quando ebbe l'idea di raccogliere vari tipi di ritagli di carta da varie fabbriche e unirli attraverso una cucitura per venderli a un prezzo accessibile. Intorno al 1900 questa invenzione si è poi evoluta nel moderno blocco legale tradizionalmente di colore giallo..
Nel 1902 J.A. Birchall di Birchalls, una cartoleria con sede a Launceston (Tasmania), unì una pila di fogli di carta dimezzati, supportati da un foglio di cartone, creando quella che chiamò la "Silver City Writing Tablet".
Nel 1906 William Albrecht aprì la Western Tablet Company, o come fu poi chiamata "Westab", nel Missouri. I taccuini Big Chief in particolare hanno avuto un grande incremento di popolarità negli anni '60.
Edward Podosek, un inventore inglese con molti brevetti a suo nome, è spesso accreditato per l'invenzione del taccuino a spirale nel 1924.
Negli anni '70 la Mead, una famosa azienda di produzione cartacea, iniziò la produzione in serie di taccuini decorati con un motivo marmoreo usato negli anni '60 dell'Ottocento. E. Bryant Crutchfield nel 1978 ha creato il popolare taccuino Trapper Keeper.
Negli anni '80 i taccuini Paper King erano molto popolari. Erano disponibili in colori molto vivaci e presentavano un anello a spirale molto spesso. Anche i taccuini di Lisa Frank sono diventati popolari in quel periodo grazie agli animali stampati sulle copertine. L'azienda ha realizzato vendite per 60 milioni di dollari durante il suo picco negli anni '90.
I taccuini Moleskine hanno fatto il loro debutto ufficiale a Milano nel 1997.
Negli anni 2000 i taccuini a cinque stelle erano di gran moda nelle aule scolastiche degli Stati Uniti. Erano un prodotto di Mead.
Negli anni 2010 nacquero taccuini tecnologicamente avanzati come il Rocketbook (che si sincronizza direttamente con qualsiasi fonte di file come Dropbox o Microsoft Word e trasferisce automaticamente le note che vengono scritte) e Newyes, un taccuino interattivo che alterna scrittura cartacea e digitale, consentendo di cercare appunti, riprodurli tramite video e condividerli con altri utenti.

## Prestampa

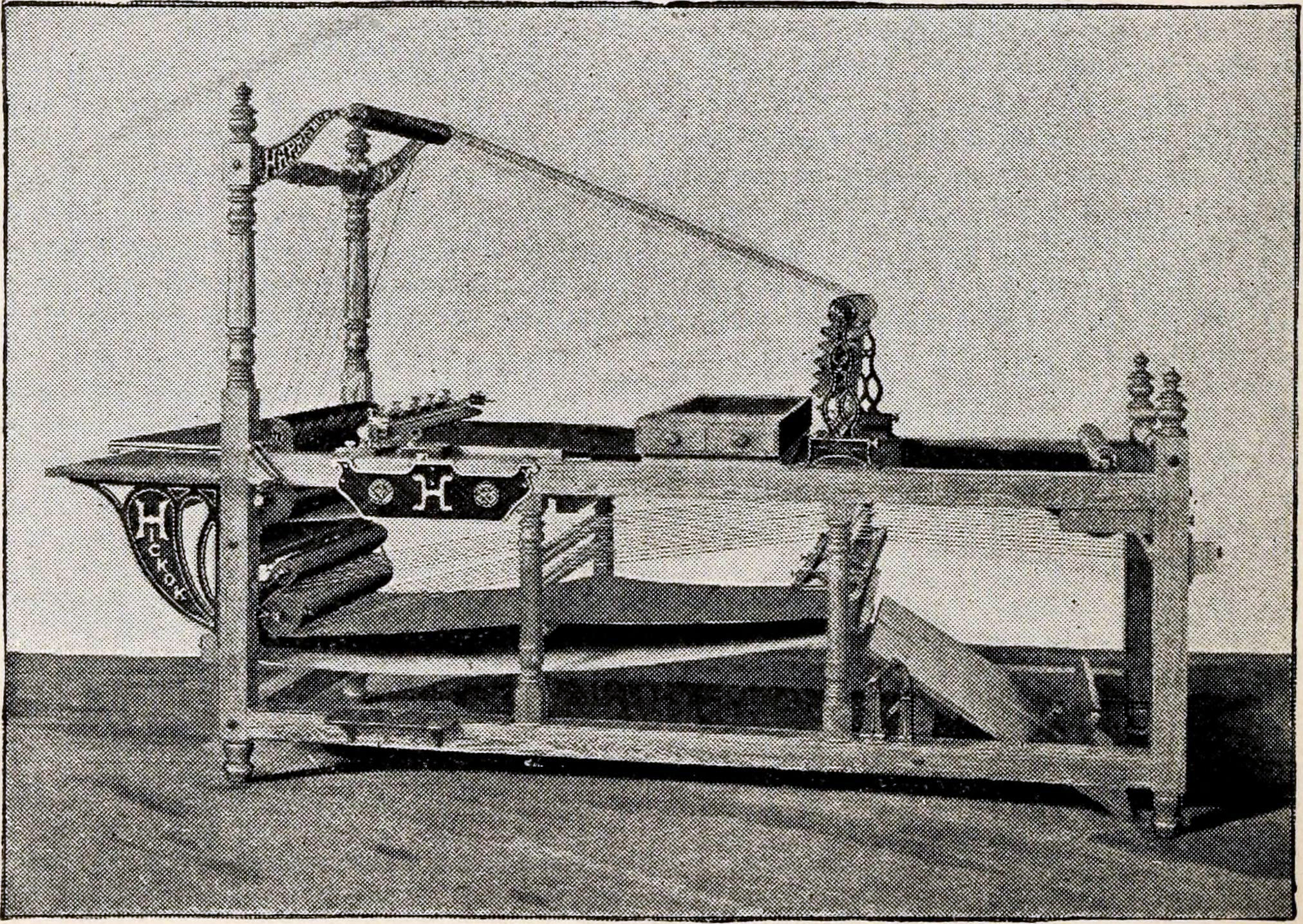
Macchina del 1897 usata per creare carta rigata per taccuini, Chicago

I taccuini usati per disegnare sono generalmente vuoti, senza grafiche al loro interno. I taccuini usati per scrivere di solito hanno alcune grafiche stampate su di essi, anche solo alcune linee per allineare la scrittura all'utente e/o facilitare determinati tipi di disegno. Alcuni taccuini hanno numeri di pagina prestampati, che possono essere considerati come letteratura grigia. Molti taccuini hanno decorazioni grafiche. I taccuini utilizzati come agenda possono avere vari tipi di pagine prestampate.

## Utilizzo

### Generici

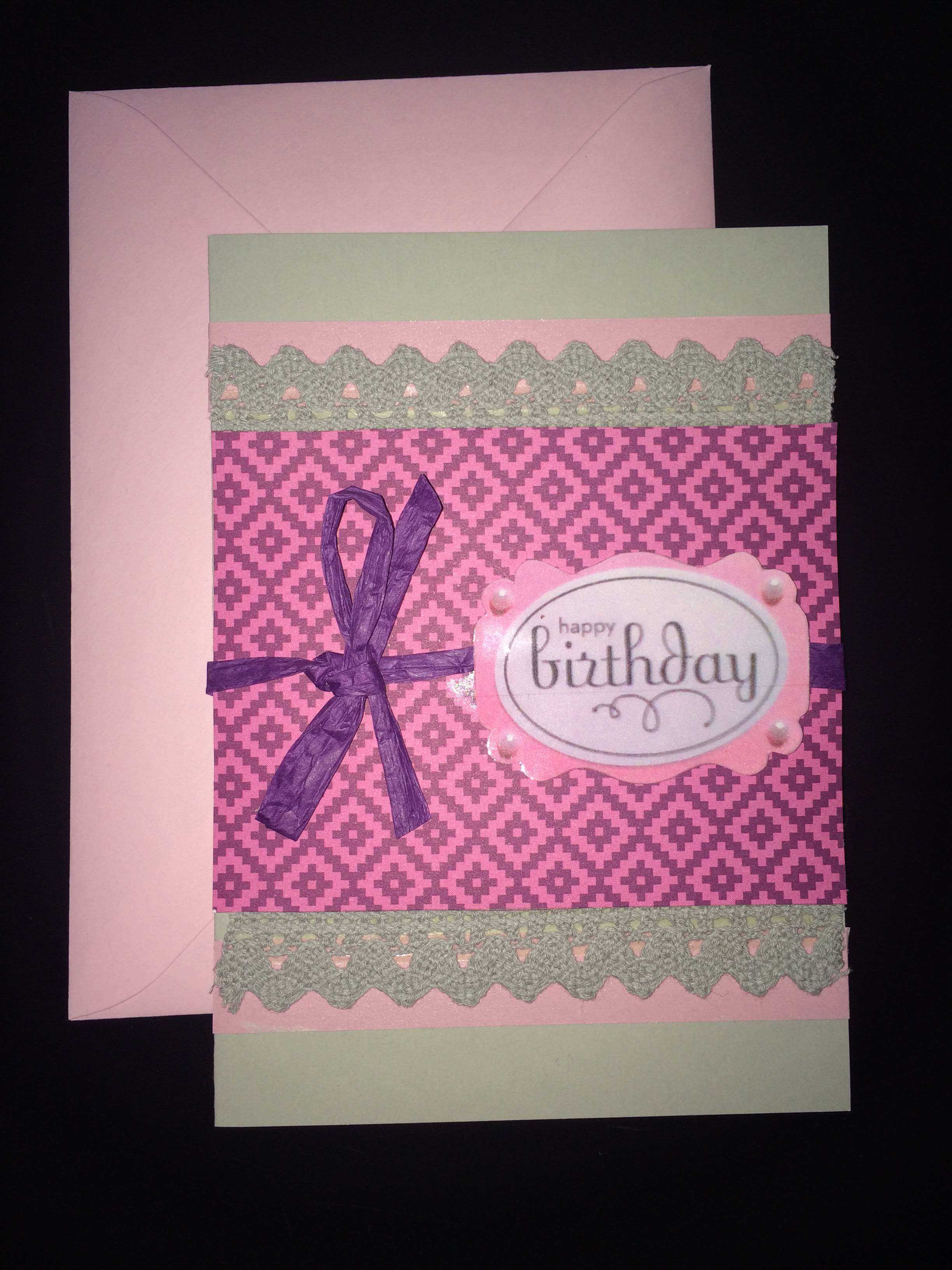
Scrapbook

Il taccuino può essere destinato a vari usi come, ad esempio:
- supporto per scrittura;
- supporto per la stesura di un diario;
- agenda per l'annotazione di appunti, promemoria o date;
- album per la realizzazione di schizzi abbozzi e disegni;
- album per ritagli (cosiddetto scrapbook);
- raccolta di prescrizioni mediche ed igieniche o anche piccole enciclopedie di medicina
- calendario.
- esercizi scolastici, nel caso del quaderno scolastico

Una versione elettronica è costituita dal computer palmare.

### Taccuino letterario o artistico
Viene usato anche in letteratura come titolo di opere formate da pezzi vari, articolati in maniera inorganica, come raccolta di pezzi o annotazioni varie o in forma di diario di viaggio o diario di campagna. Un esempio di annotazione di pensieri è lo Zibaldone di Giacomo Leopardi.

## Realizzazioni tipografiche
La realizzazione del taccuino può offrire diverse caratteristiche, che ne influenzano l'uso a cui è destinato:
- il tipo di supporto cartaceo;
- grandezza, proporzioni e grammatura dei fogli;
- rilegatura e copertina (incluse stampe e grafica);
- materiale prestampato sui fogli di scrittura (linee, quadretti, disegni, testi).

## Era digitale
Dalla fine del XX secolo sono stati fatti molti tentativi per integrare la semplicità di un taccuino con le capacità di modifica, ricerca e comunicazione dei computer attraverso lo sviluppo di software per prendere appunti. I computer portatili iniziarono a essere chiamati notebook quando raggiunsero una piccola dimensione a metà degli anni '90, ma non avevano alcuna funzione per l'utente di poter prendere appunti. In particolare, sono arrivati gli assistenti digitali personali (PDA), che integravano piccoli schermi touch a cristalli liquidi per inserire grafica e testo scritto. Successivamente, questo ruolo è stato assunto da smartphone e tablet.
La carta digitale combina la semplicità di una penna e un taccuino tradizionali con l'archiviazione digitale e l'interattività. Stampando un motivo a punti invisibile sulla carta del taccuino e utilizzando una penna con una fotocamera a infrarossi incorporata, il testo scritto può essere trasferito su un laptop, un telefono cellulare o un back office per l'archiviazione e l'elaborazione.

## Galleria d'immagini

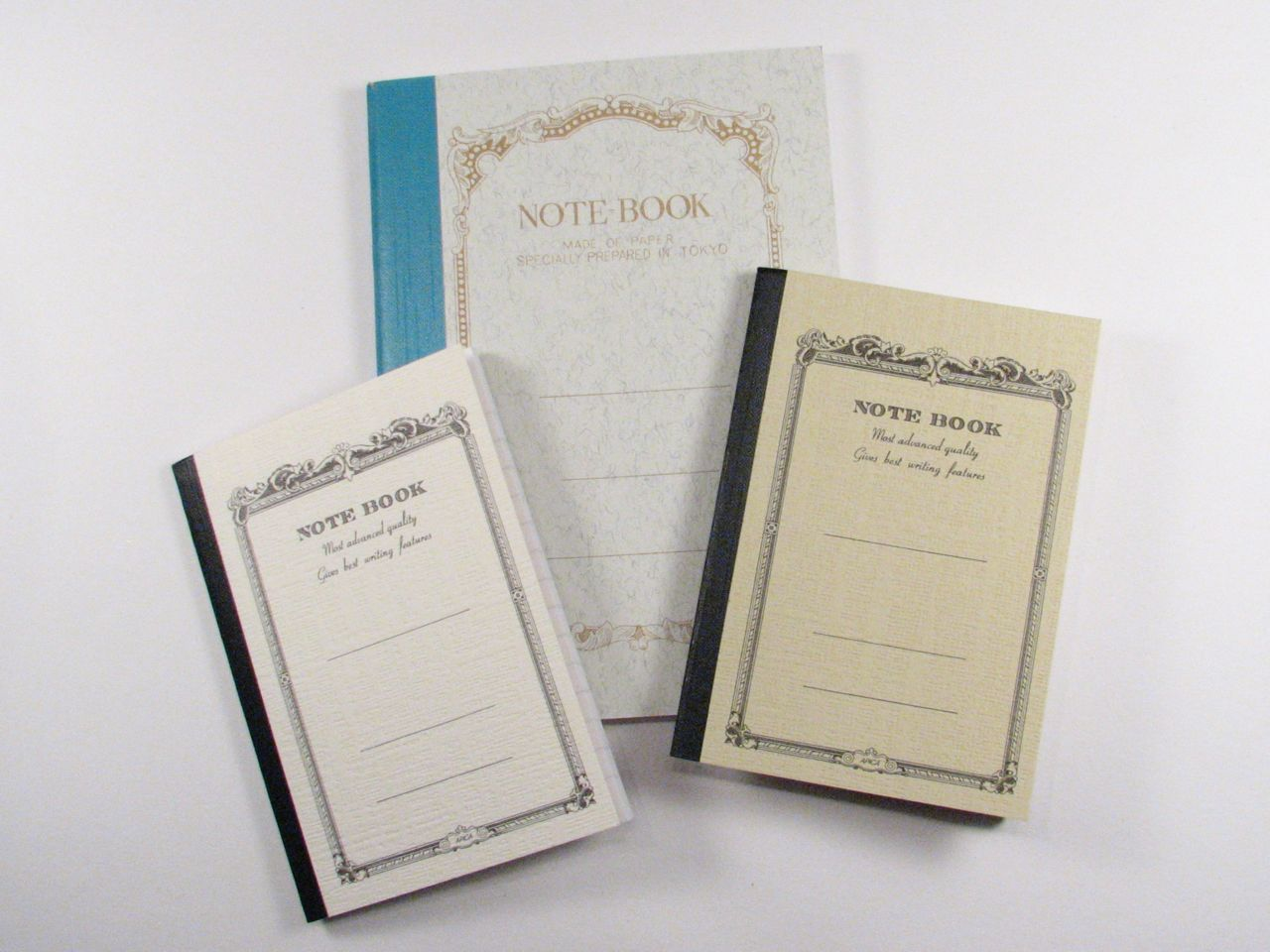
Taccuini con copertina decorata
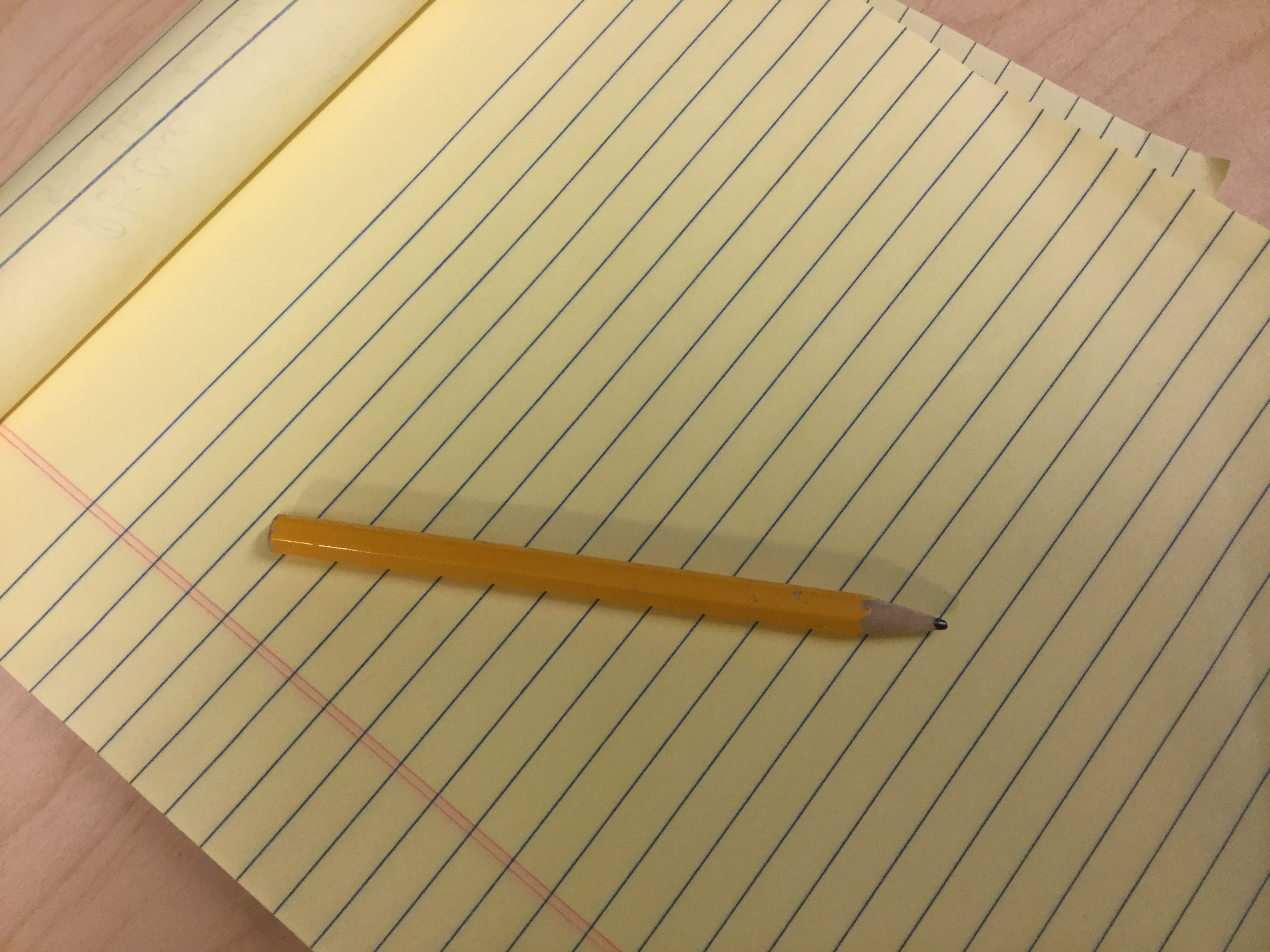
Blocco note con righe prestampate e matita
Taccuino con disegni e testo di John Cotton (17 dicembre 1801 - 14 dicembre 1849), poeta, scrittore e artista ornitologico britannico
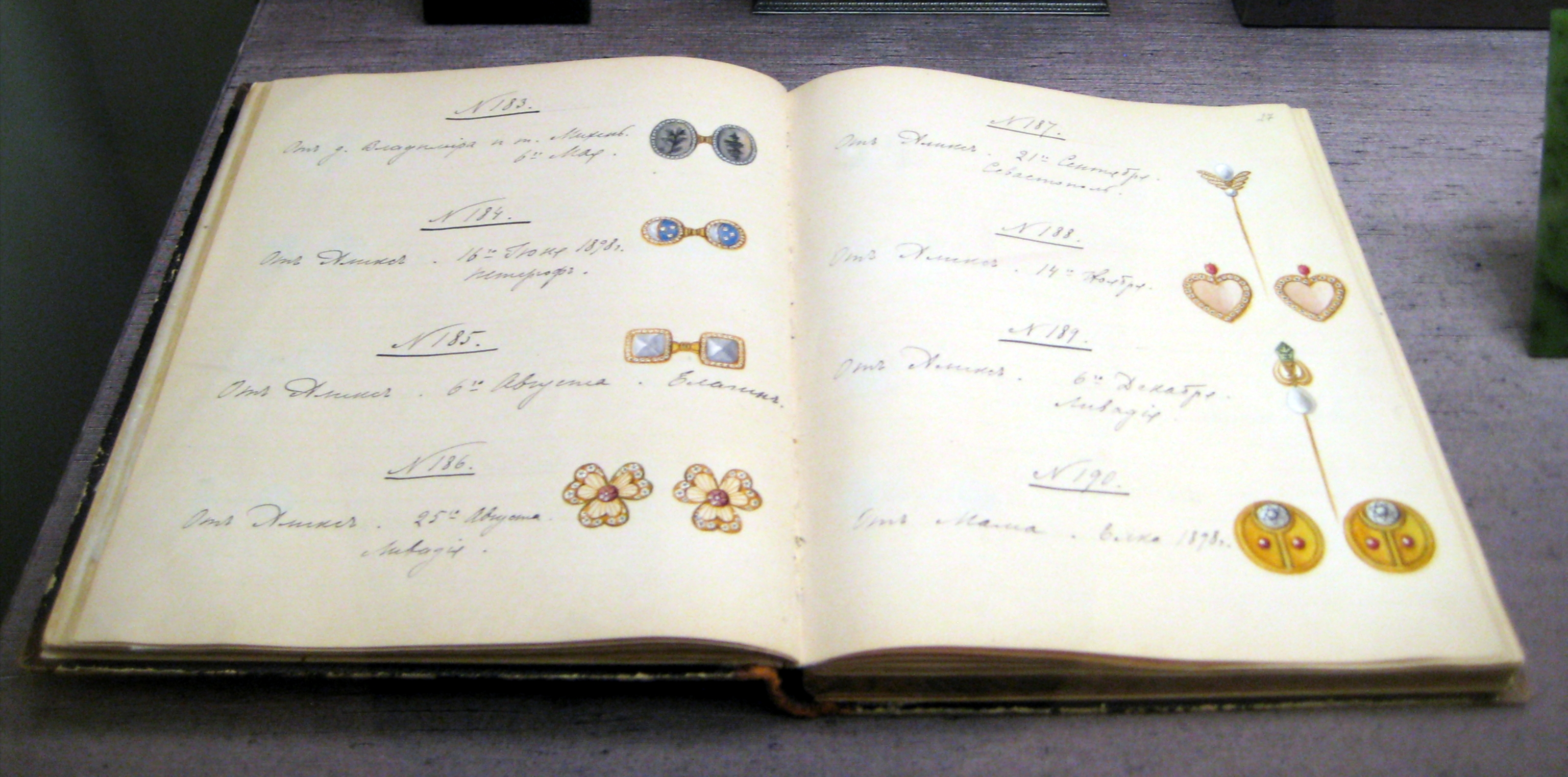
Taccuino di Nicola II di Russia
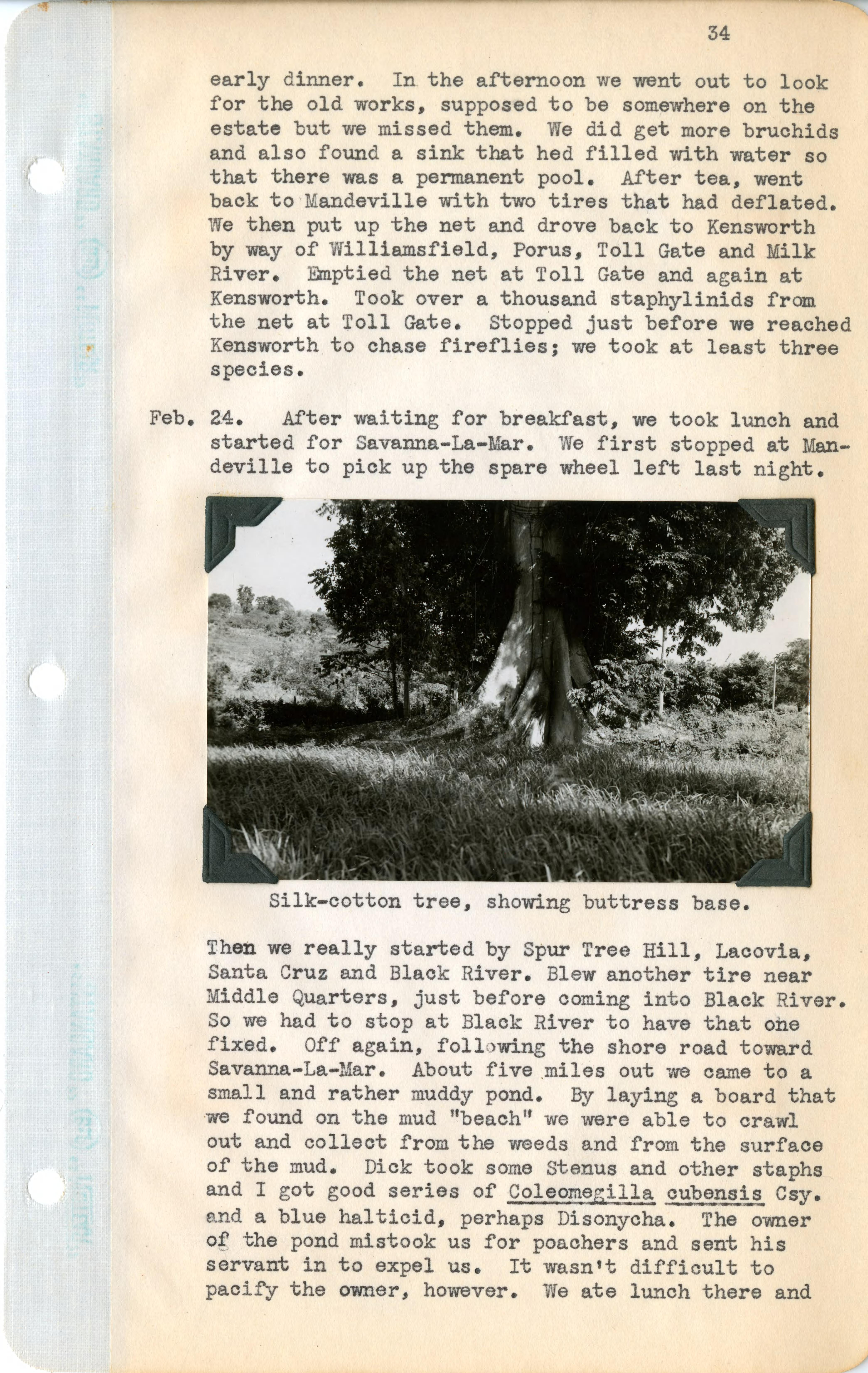
Taccuino da campo scritto a macchina, Cuba e Giamaica, 1937
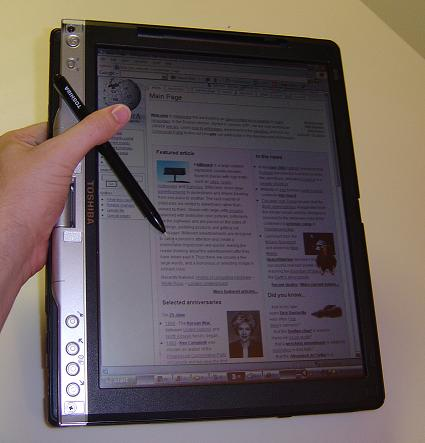
Tablet con penna